# Кристина Нягу
Кристина Джорджана Нягу (на румънски: Cristina Georgiana Neagu; родена на 26 август 1988 г. в Букурещ, Румъния) е румънска хандбалистка, ляв гард на „Букурещ“ и националния отбор на Румъния. Бронзова медалистка от световното първенство през 2015 г. и бронзова медалистка от европейското първенство през 2010 г. Обявена е за Най-добра хандбалистка в света през 2010, 2015 и 2016 г.

## Кариера
До 2006 г. Нягу играе за „Актив“ от Плоещ, след което преминава в „Рулментул“. От 2009 г. играе за Олтки от Вълчи и достига до финал на Шампионската лига през 2009 г. Пропуска сезона 2010/2011 поради сериозна травма на рамото, не играе 605 дни (около година и седем месеца) и се лекува в САЩ. През януари 2013 г. Нагу наранява коляното си на тренировка (разкъсване на кръстни връзки) и отново не играе в продължение на половин година. От сезон 2013/2014 г. е играч на „Будучност“ от Черна гора и достига финала на Шампионската лига на 2014 г.
В националния отбор на Румъния има изиграни над 180 мача и вкарани повече от 700 гола. Печели бронзов медал на европейското първенство през 2010 г. и попада в сборния отбор на звездите на европейските първенства през 2010 и 2014 г. През 2010 г. става голмайстор и най-добър асистент на турнира.

## Постижения

### Клубни
- Шампионска лига на ЕФХ:
  - Финалист: 2010, 2014
  - Победител: 2015
- Купа на носителите на купи на ЕФХ:
  - Финалист: 2008

### С националния отбор
- Европейски първенства:
  - Бронзов медалист: 2010
- Световни първенства:
  - Бронзов медалист: 2015

### Лични
- Най-добра хандбалистка в класацията на ЕФХ: 2010, 2015, 2016
- Хандбалистка на годината в Румъния: 2009, 2010, 2015, 2016, 2017
- Най-добър играч в Световната купа: 2015
- 2015 Световно първенство – голмайстор
- Най-добър играч в европейско първенство за девойки: 2005, 2006
- Най-добър ляв гард на европейско първенство за девойки: 2007
- Голмайстор (53 гола) и най-много асистенции (36) на европейско първенство: 2010
- Най-добър ляв гард на европейско първенство: 2010, 2014, 2016